# Salina Cruz
Salina Cruz ist das Industriezentrum und die wichtigste Hafenstadt an der Pazifikseite des Isthmus von Tehuantepec im mexikanischen Bundesstaat Oaxaca mit etwa 76.000 Einwohnern. Salina Cruz ist Verwaltungssitz des gleichnamigen Municipio Salina Cruz.

## Toponymie
Der Ursprung des Namens dieses Hafens liegt in ihrer Gründungslegende. Die ersten Siedler an dieser Küste waren Frauen und Männer aus Tehuantepec, die den Huaves, Chontales und Zoques entstammten. Diese wurden wiederum von den Zapoteken und Mixteken verdrängt. Beide Zivilisationen waren stark von der Kultur der Olmeken beeinflusst und als nomadische Völker zogen sie umher, um ihre Macht, Stärke und kulturelle Entwicklung auszuweiten. Angezogen von der reichhaltigen Lagune Colorada Ike-sidi-bia, die sie mit Fisch und anderen Meeresprodukten sowie mit Salz versorgte, ließen sie sich hier nieder. Mit den spanischen Eroberungen kamen katholische Missionare, um die Bevölkerung zu evangelisieren, wurden jedoch von den Einheimischen abgelehnt. Angesichts der Ablehnung der Siedler versuchten sie, deren Sympathie durch Glauben zu gewinnen, und so errichteten sie eines Nachts mitten in der mit Salz gefüllten Lagune ein Kreuz. Als die Eingeborenen es sahen, galt dies als ein Wunder, das sie zum katholischen Glauben bekehrte. Daher die Zusammensetzung des Ortsnamens aus Salina (Salzgarten bzw. Saline) und Cruz (Kreuz).

## Geschichte
Salina Cruz wurde 1522 von den Spaniern unter der Führung von Pedro de Alvarado gegründet. Am 3. Mai nannte er sie zu Ehren des Heiligen Kreuzes „Salina de la Santa Cruz“. Hernán Cortés erreichte dann 1527 die Küste des Isthmus von Tehuantepec nach der Entdeckung der Bucht von La Ventosa und gründete dort eine Werft. Er ließ zusätzliche Schiffe bauen, bevor er sich auf den weiteren Seeweg begab, um die Küstengebiete von Baja California (heute Cortés-See) zu erkunden und erobern.
Der Hafen von Salina Cruz, der bereits Teil des unabhängigen Mexikos war, kam im Rahmen der Untersuchungen zum Bau einer Landquerung auf dem Isthmus von Tehuantepec als bester Standort für einen künstlichen Hafen in Frage. Ein Präsidialerlass ordnete daraufhin die Verlegung der in La Ventosa ansässigen Regierungsgebäude nach Salina Cruz an, und der Präsident Benito Juárez García erklärte die Stadt am 10. Mai 1871 offiziell zum Hochseehafen. Das Zentrum der heutigen Stadt wurde während der Diktatur des Porfirio Díaz (1876–1911) ab 1894 von der englischen Firma S. Pearson & Son Ltd. erbaut. 
Die moderne Geschichte von Salina Cruz beginnt Anfang der 1970er Jahre mit dem Bau und der Inbetriebnahme der Raffinerie Ing. Antonio Dovalí Jaime von Petróleos Mexicanos, in der täglich bis zu 330.000 Barrel im Land gefördertes Rohöl raffiniert und mit Öltankern exportiert werden. Aus diesem Grund ist der Hafen zu einem der wichtigsten des Landes geworden.
Ab 2012 flossen größere staatliche Investitionen in den Hafen, was einen wirtschaftlichen und sozialen Aufschwung bewirkte. Diese Investitionen führten auch zum Bau von Kaufhäusern und Supermärkten wie Sam's Club von Walmart. Ende 2012 wurde das erste Einkaufszentrum der Stadt, der Pabellón Salina Cruz, eröffnet, kurz darauf das Projekt Galería Metropolitana del Istmo. Die Stadt galt seinerzeit aufgrund der Öl- und Fischereiindustrie als eine der wichtigsten im Süden und sollte zu einem kommerziellen und sozialen Zentrum entwickelt werden.
Am 14. Juni 2017 brach in der Raffinerie ein Brand aus, der durch die Ansammlung von Gasen in einer der Rohrleitungen verursacht wurde, die sich während der Überschwemmungen angesammelt hatten, die am Vortag infolge des Tropensturms Calvin auftraten.
Die Stadt wurde kurz darauf beim Chiapas-Beben 2017 erheblich getroffen. Infolge des Erdbebens kam es in der Raffinerie zu einer neuerlichen Explosion, wichtige alte Gebäude wie der Stadtpalast, der Bundespalast und der Hauptmarkt Ignacio Zaragoza wurden schwer beschädigt, was den Abriss des letzteren unvermeidlich machte. Dessen Neubau mit Baukosten von 35 Millionen Pesos, umgerechnet 1,55 Millionen Euro, wurde exakt ein Jahr nach dem Beben eröffnet.

## Infrastruktur
Mit dem Bau der küstenverbindenden Bahnlinie Ferrocarril del Istmo de Tehuantepec zwischen 1888 und 1893 erlebte die Stadt einen großen Bevölkerungszuwachs, durch den Bau des Panamakanals blieb die erhoffte Entwicklung in ein bedeutendes Handelszentrum allerdings aus. Im Dezember 2023 wurde die Verbindung im Rahmen der Modernisierung des Corredor interoceánico für den Personenverkehr wiedereröffnet.
Salina Cruz verfügt über einen großen Hafen mit Trockendock und angegliedertem Containerhafen. Der wichtigste Industriebetrieb in der Stadt ist die PEMEX, die 1974 ihre 767 Hektar große Raffinerie mit 56 Öltanks einweihte.